# Lugdunin
Lugdunin ist ein Polypeptid-Antibiotikum. Es wurde von einer Arbeitsgruppe an der Eberhard Karls Universität Tübingen aus Staphylococcus lugdunensis isoliert und 2016 veröffentlicht. Die Bakterien stammen aus Proben menschlicher Nasen. Lugdunin ist der erste bekannte Vertreter einer neuen Klasse von Antibiotika, die die Autoren als makrozyklische Thiazolidin-Peptid-Antibiotika bezeichnen, und inhibiert neben anderen Organismen das Wachstum des besonders aggressiven multi-resistenten Erregers Staphylococcus aureus USA300.

## Struktur
Die Lugdunin-Struktur besteht aus einem Ring von Aminosäurebausteinen (ein cyclisches Peptid), in dem die ringförmige Schwefel-Stickstoffverbindung Thiazolidin wie eine Schmuck-Schnalle (lat. fibula) steckt.
Daher nennt man die Stoffklasse Fibupeptide. Der Thiazolidinring ist für die antibakterielle Wirkung unverzichtbar.
Lugdunin kann biotechnologisch durch Extraktion mit 1-Butanol aus Kulturen des Bakteriums S. lugdunensis gewonnen werden. Es wird in der organischen Phase angereichert und dann durch Säulenchromatographie aufgereinigt. Auch die chemische Totalsynthese, ähnlich zur Merrifield-Synthese, ist ausgehend von den Aminosäuren möglich.
Viele bekannte Peptid-Antibiotika binden sich aufgrund ihrer Raumstruktur an ein Enzym und behindern so die Entstehung neuer Bakterienzellen. Bei Lugdunin dagegen blieb bei Tests mit seinem strukturellen Spiegelbild dessen antibiotische Wirkung erhalten. Daher beruht die Wirkung nicht auf räumlicher Interaktion.